# دلی کومار
دلی کومار (تامیلی: டெல்லி குமார்) بازیگر اهل هند است.
از فیلم‌ها یا مجموعه‌های تلویزیونی که وی در آن‌ها نقش داشته‌است، می‌توان به بوسه بر روی گونه، استالین، روبات، زنگ‌های عروسی، سینگام، سینگام ۲ و سینگام ۳ اشاره نمود.